# 骞味道
騫味道（？—689年1月11日），唐朝金城（今甘肃兰州）人，在唐睿宗第一次在位、武则天临朝期间，684年—685年（同鳳閣鸞臺三品）、688年—689年（同鳳閣鸞臺平章事）担任宰相。
騫味道任宰相之前的经历几乎没有记载，《旧唐书》和《新唐书》一般有宰相的传，却都没有他的传。684年九月，騫味道时任左肅政大夫（左御史大夫），当时英国公李敬业反对睿宗的母亲武则天临朝称制在扬州造反，宰相裴炎说太后将权力交给皇帝，叛乱自然平定。李景諶证明裴炎必定谋反。騫味道和魚承曄主持审理裴炎，武则天以裴炎勾结李敬业谋反之罪，将他处死。騫味道被太后武则天任命为检校内史、同鳳閣鸞臺三品，成为宰相。685年正月初四，唐朝任命骞味道守内史。司门员外郎房先敏被贬卫州司马，他向宰相申诉。骞味道对他说：“这是皇太后的决定。”内史侍郎同三品刘祎之说：“你因获罪改任官职，是有关官员奏请的结果。”武后得知，认为骞味道有功归己，有过推君，四月初一，贬他为青州刺史。688年之前，騫味道被重新任命为左肅政大夫，九月十二，骞味道和夏官侍郎王本立再任同鳳閣鸞臺平章事。骞味道看不起殿中侍御史周矩，认为他不能解决问题。后来骞味道被告发，武则天命周矩审讯他。周矩对他说：“你老说我不能解决问题，今天我就解决你的问题。”689年1月11日，确定罪行，骞味道与其子骞辞玉都被处死。